# Linda subannulicornis
Linda subannulicornis är en skalbaggsart som beskrevs av Stefan von Breuning 1956. Linda subannulicornis ingår i släktet Linda och familjen långhorningar. Inga underarter finns listade i Catalogue of Life.